# 康斯坦丁尼夫卡市镇
康斯坦丁尼夫卡市级市镇（羅馬化：Kostiantynivska miska hromada）是乌克兰顿涅茨克州克拉马托尔斯克区的一个市镇，行政中心为康斯坦丁尼夫卡。市镇面积为454.5平方公里，人口数量为75,098人（2020年）。

## 聚居点
该市镇包括一个城市（康斯坦丁尼夫卡）、18个村庄和5个乡村居民点。